# Тель-Авивский порт
Тель-Авивский порт (נמל תל אביב; Namal Tel Aviv. так же используется название Старый порт Тель-Авива) — первый порт, основанный новым еврейским ишувом в подмандатной Палестине. Порт расположен на северо-западе Тель-Авива, недалеко от устья реки Яркон. Порт был основан в 1936 году и официально открыт в 1938-м. Порт функционировал до 1965 года, после чего его функции были переданы новому и более современному ашдодскому порту. На территории же бывшего порта расположена туристическая зона.
В 1933 году рядом с портом была открыта Ярмарка Востока.

## Галерея

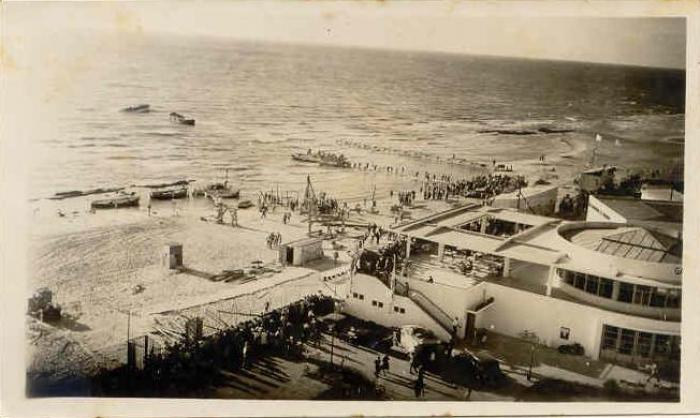
Фотография 1934 года — место будущего порта
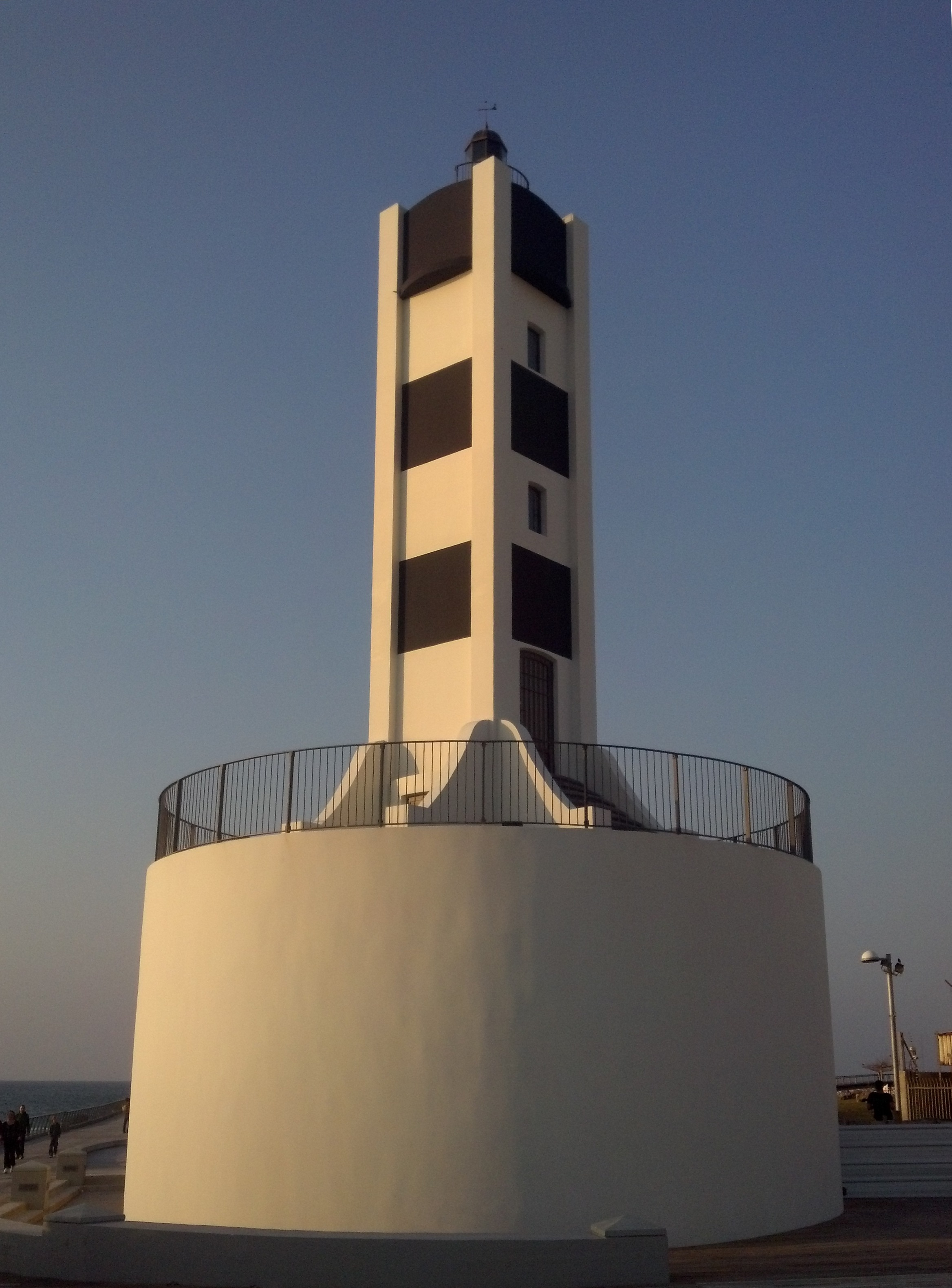
Читающий маяк, также известный как Tel Kudadi Light, Hayarkon Light и Тель-Авивский маяк, в 2013 после восстановления
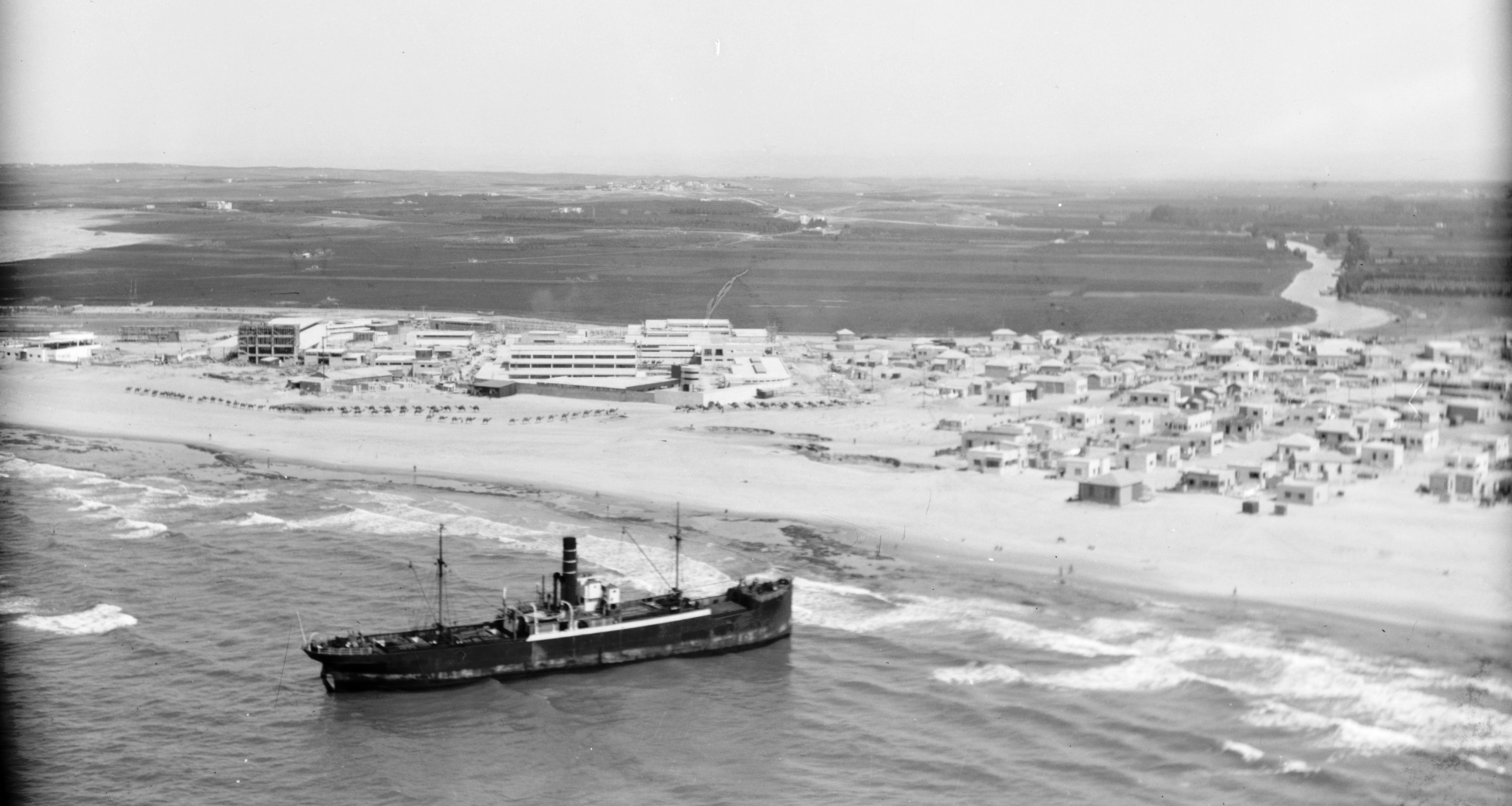
Корабль застрял возле порта Тель-Авива, ожидая прилива
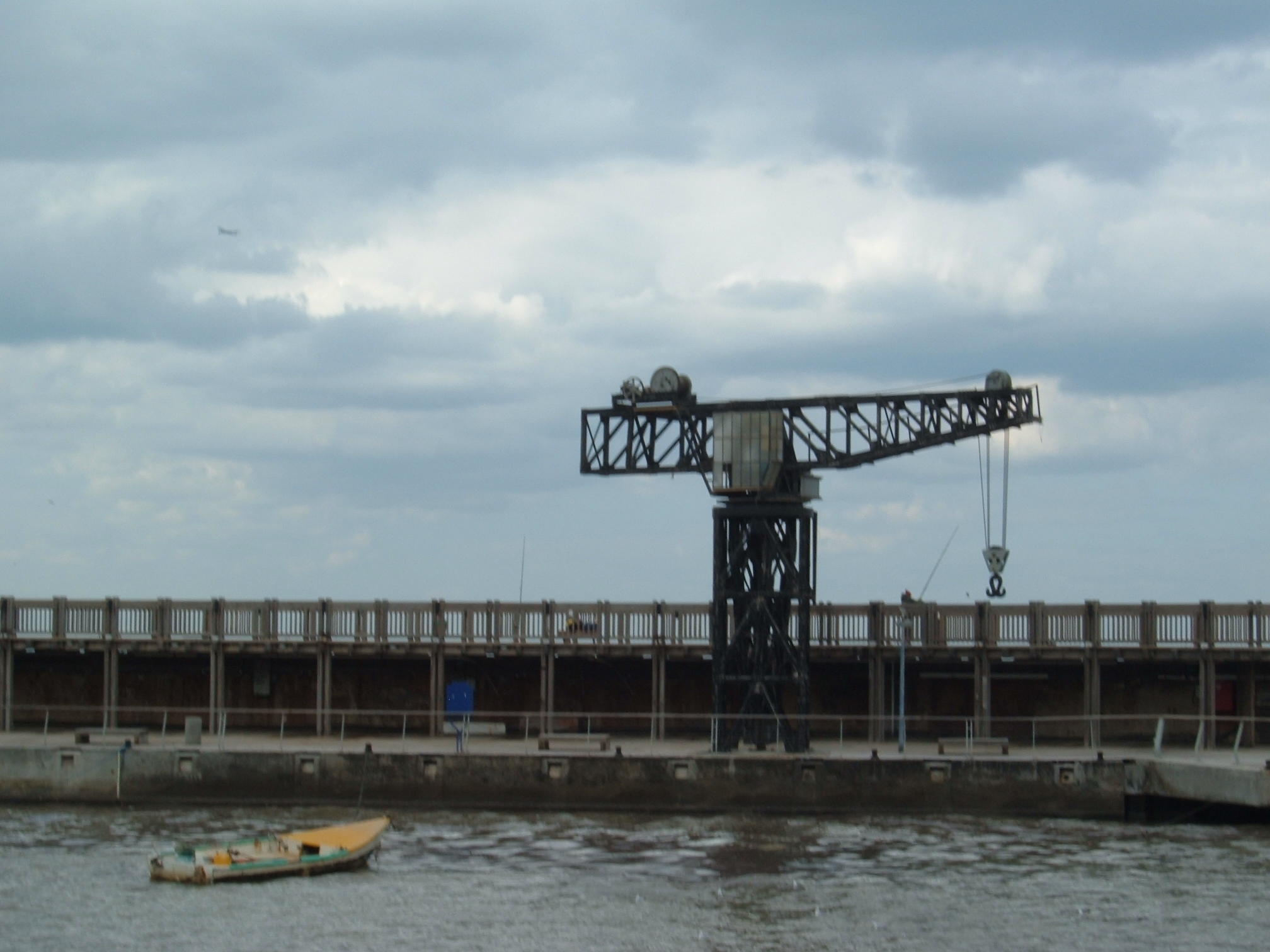
Гавань Тель-Авива. Кран и лодка в порту Тель-Авив.
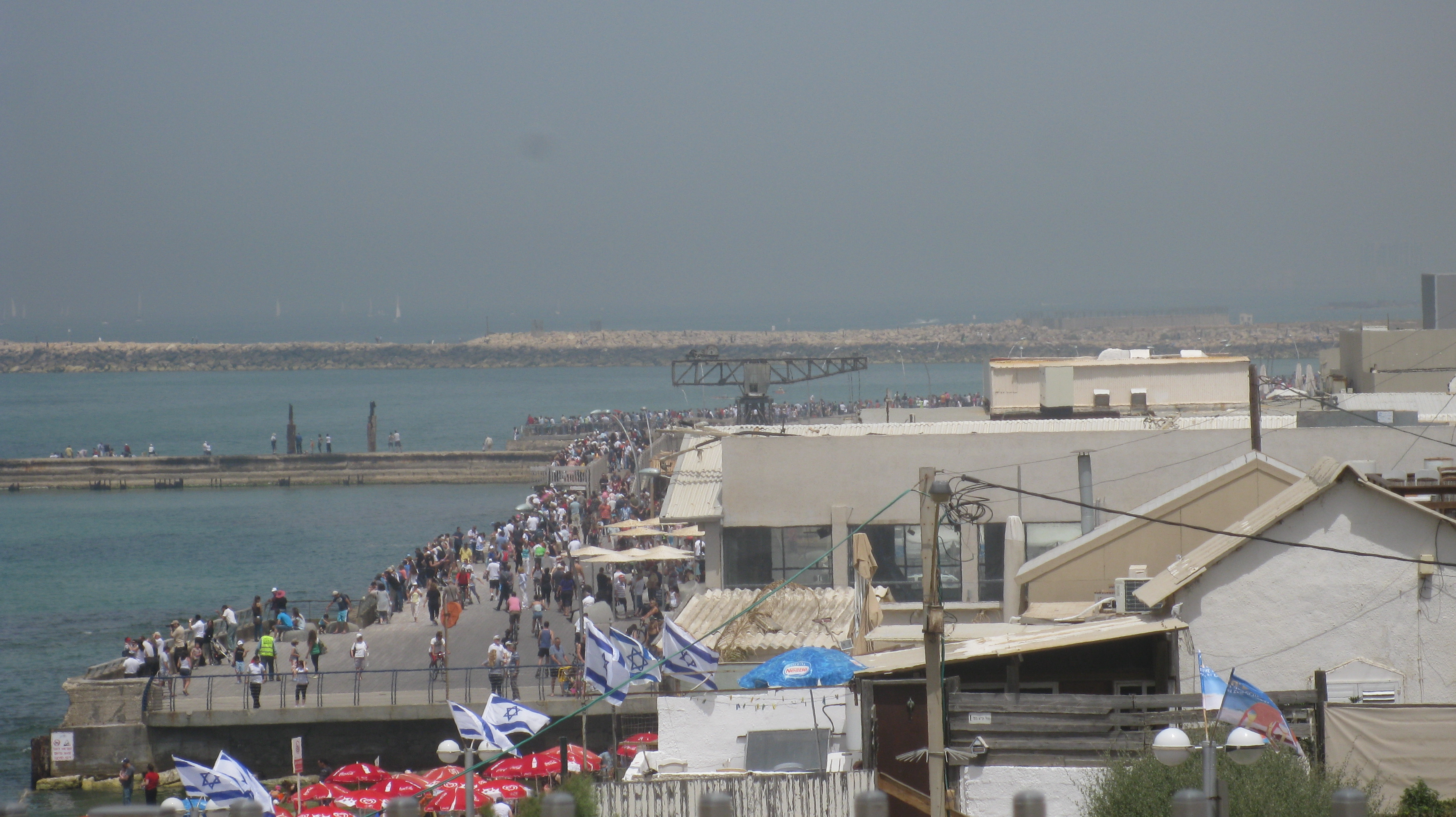
62-й день независимости Израиля